# Anselm Kampik
Anselm Kampik (* 1949 in Dillingen a. d. Donau) ist ein deutscher Augenarzt, Wissenschaftler und Hochschullehrer. Sein wissenschaftliches Spezialgebiet sind die Erkrankungen des Glaskörpers und der Netzhaut. Von 1987 bis 1993 war er Ordinarius für Augenheilkunde und Direktor der Augenklinik an der Julius-Maximilians-Universität Würzburg, von Oktober 1993 bis Ende 2015 Ordinarius für Augenheilkunde und Direktor an der Augenklinik der Ludwig-Maximilians-Universität München. Kampik wurde im Oktober 2015 emeritiert und leitet seitdem eine Augenarztpraxis in München.

## Leben und Werk

### Studium und augenärztliche Ausbildung
Nach dem Abitur 1968 am humanistischen Johann-Michael-Sailer-Gymnasium in Dillingen a. d. Donau begann er das Studium der Humanmedizin an der Ludwig-Maximilians-Universität München. 1974 promovierte er über ein Thema zur Netzhautablösung. Danach folgte die Weiterbildung zum Facharzt für Augenheilkunde an der Augenklinik der Ludwig-Maximilians-Universität München unter Leitung von Otto-Erich Lund. Es schloss sich von 1979 bis 1980 ein von der Deutschen Forschungsgemeinschaft (DFG) gefördertes Fellowship am Wilmer Ophthalmological Institute des Johns-Hopkins-Hospitals in Baltimore, Maryland, USA, an. Seine Forschungsschwerpunkte lagen im Gebiet (Histo-)Pathologie und Elektronenmikroskopie bei Erkrankungen der Netzhaut und des Glaskörpers. Gleichzeitig befasste er sich mit der Mikrochirurgie des Auges, wobei auch Arbeiten zu anderen Fragestellungen durchgeführt wurden, wie z. B. zum Glaukom und zur Hornhaut. Die Habilitation erfolgte 1981 zu dem Thema „Epiretinale und vitreale Membranen. Elektronenmikroskopische Untersuchungen.“

### Ordinarius und Direktor an der Julius-Maximilians-Universität Würzburg
Nachdem er 1985 zunächst eine C2-Professur für Augenheilkunde an der Augenklinik der Ludwig-Maximilians-Universität München annahm, folgte 1987 der Ruf zum Ordinarius für Augenheilkunde an die Julius-Maximilians-Universität Würzburg (Nachfolger von Wolfgang Leydhecker). In dieser Funktion war er bis 1993 tätig. Forschungsschwerpunkte zu dieser Zeit waren neben der Retinologie insbesondere Themen zu mikrochirurgischen Verfahren bei Glaskörper- und Netzhauterkrankungen sowie Fragestellungen zur diabetischen Retinopathie und zu Erkrankungen der vitreoretinalen Grenzfläche. Sowohl an der Julius-Maximilians-Universität, als auch später an der Ludwig-Maximilians-Universität München, wurden nationale und internationale multizentrische Studien unter seiner Mitwirkung durchgeführt.

### Ordinarius und Direktor an der Ludwig-Maximilians-Universität München
Im Oktober 1993 erhielt er einen Ruf als Ordinarius für Augenheilkunde an die Ludwig-Maximilians-Universität München als Nachfolger von Otto-Erich Lund. In dieser Zeit erlangte die Augenklinik insbesondere in der Behandlung von Glaskörper- und Netzhauterkrankungen einen international herausragenden Ruf und wurde zu einer der größten Augenkliniken in Europa mit 50.000 behandelten Patienten und ca. 9000 Operationen jährlich.
Neben seiner klinischen und wissenschaftlichen Tätigkeit war Kampik von 1995 bis 1996 Vizepräsident, von 1996 bis 1997 Präsident und anschließend von 1999 bis 2014 Generalsekretär der „Deutschen Ophthalmologischen Gesellschaft“ (DOG). Von 1992 bis 2001 war er Mitglied des Vorstandes der Retinologischen Gesellschaft als Vizepräsident. Außerdem war er Mitbegründer der Augenärztlichen Akademie Deutschland (AAD). Von 2011 bis 2014 war er Präsident der Academia Ophthalmologica Europaea. In diesen Funktionen setzte er sich insbesondere für die internationale Vernetzung und Kooperation in der Augenheilkunde ein, was sich z. B. in der Gründung der Federation of European Ophthalmology (FEOph) und des European Board of Ophthalmology (EBO) widerspiegelt. Außerdem wurde eine enge Kooperation mit der Universitäts-Augenklinik Nairobi in Kenia etabliert und weiterentwickelt. Sein internationales Engagement wurde mit mehreren Ehrenmitgliedschaften in ophthalmologischen Fachgesellschaften gewürdigt. Von 1994 bis 1995 war er Vorsitzender des wissenschaftlichen Beirates des Bundesministeriums für Bildung und Forschung (BMBF) beim Retina-Implant-Projekt.
Kampik ist Autor und Herausgeber mehrerer Lehr- und Fachbücher. Außerdem ist er Mitglied im Herausgeberbeirat bzw. im Editorial Board mehrerer nationaler und internationaler Fachzeitschriften. In zahlreichen Fragestellungen zur Augenheilkunde ist er als Gutachter tätig, wie auch für die Deutsche Forschungsgemeinschaft (DFG). Von 2002 bis 2014 war er Vorsitzender des Habilitationsausschusses der Medizinischen Fakultät der LMU.
Er verfasste ca. 560 MEDLINE gelistete Artikel, welche rund 16.000-mal zitiert worden sind. Der Artikel Epiretinal and vitreous membranes: comparative study of 56 cases belegt Platz 68 der 100 meistzitierten Arbeiten zwischen 1975 und 2006. Die Arbeit Proposed international clinical diabetic retinopathy and diabetic macular edema disease severity scales wurde insgesamt über 1000-mal zitiert. Damit zählt Anselm Kampik zu einem der meistzitierten Wissenschaftler in der Augenheilkunde weltweit.

### Tätigkeit als niedergelassener Augenarzt
Nach seiner Emeritierung im Oktober 2015 gründete er zusammen mit weiteren Kollegen eine konservative und operative Augenarztpraxis in München.

## Ehrungen und Auszeichnungen (Auswahl)
- 1993: Gastprofessor an der Universität von Liverpool und London
- 1995: Verleihung des „Senator-Hermann-Wacker-Preises“ durch die DOG[19]
- 2003: „Médaille d’Or Paul Chibret“ für die internationale Vernetzung der Augenheilkunde[20]
- 2007: „Clare-Jung Award and Lecture“ der Euretina (European Society of Retinal Specialists)
- 2007: „Reggio Retina Award“
- 2008: „Johann-Sebastian-Bach-Vorlesung“, Leipzig
- 2009: „W. Richard Green Lecture and Award“, Retina Congress, New York City[21]
- 2011: Aufnahme in die Academia Ophthalmologica Internationalis (AOI)[22]
- 2011: Ernennung zum „Gold Fellow“ der ARVO (Association for Research in Vision and Ophthalmology)
- 2012: „Custodis Lecture Award“ der Retinologischen Gesellschaft
- 2012: „Senior Achievement Award“ der American Academy of Ophthalmology (AAO)
- 2012: „Professor George Theodossiadis Lecture“ am 7. Retina-Macular-Vitreous Hippocratic Meeting, Thessaloniki
- 2014: Ehrenmitglied des Berufsverbands der Augenärzte Deutschlands (BVA)[23]
- 2015: Ehrenmitglied der Deutschen Ophthalmologischen Gesellschaft[24]
- 2020: Bundesverdienstkreuz am Bande[25][26]

## Veröffentlichungen (Auswahl)
- Jahrbuch der Augenheilkunde 1992: Laseranwendung in der Augenheilkunde. Hrsg.: A. Kampik. Biermann-Verlag, Zülpich.
- Pharmakotherapie am Auge. Hrsg.: E. Gramer, A. Kampik. Springer-Verlag, Heidelberg 1992.
- Jahrbuch der Augenheilkunde 1994: Optik und Refraktion. Hrsg.: A. Kampik. Biermann-Verlag, Zülpich.
- Durchblutungsstörungen am Auge (= Bücherei des Augenarztes. Band 134). Hrsg.: A. Kampik, F. Grehn. Ferdinand-Enke-Verlag, Stuttgart 1995.
- Das äußere Auge (= Bücherei des Augenarztes. Band 137). Hrsg.: A. Kampik, F. Grehn. Ferdinand-Enke-Verlag, Stuttgart 1996.
- Das Auge – Conjunctivitis und Sicca Syndrom – Medizinische und  biopharmazeutische Aspekte (= Schriftenreihe der Bayerischen Landesapothekerkammer. Heft 53). Hrsg.: A. Kampik, E. Messmer, K. Thoma. 1996.
- Entzündungen des Augeninneren (= Bücherei des Augenarztes. Band 138). Hrsg.: A. Kampik, F. Grehn. Ferdinand-Enke-Verlag, Stuttgart 1997.
- Nutzen und Risiken augenärztlicher Therapie (= Bücherei des Augenarztes. Band 138). Hrsg.: A. Kampik, F. Grehn. Ferdinand-Enke-Verlag, Stuttgart 1998.
- Augenärztliche Differenzialdiagnose. Hrsg.: A. Kampik, F. Grehn. Georg Thieme Verlag, Stuttgart/New York 2000.
- Augenärztliche Therapie. Hrsg.: A. Kampik, F. Grehn. Georg Thieme Verlag, Stuttgart/New York 2002.
- Erkrankungen der Retina. Aktuelle Aspekte der Diagnostik und Therapie. Hrsg.: A. Gandorfer, M. W. Ulbig, A. Kampik. UNI.MED Verlag AG, Bremen 2002.
- Augenärztliche Diagnostik. Hrsg.: A. Kampik, F. Grehn. Georg Thieme Verlag, Stuttgart/New York 2003.
- Augenärztliche Rehabilitation. Hrsg.: A. Kampik, F. Grehn. Georg Thieme Verlag, Stuttgart/New York 2005.
- 1000 Fragen Augenheilkunde. Hrsg.: A. Kampik, F. Grehn, E. Messmer. Georg Thieme Verlag, Stuttgart/New York 2006.
- Ophthalmic Surgery. Hrsg.: George L. Spaeth, Helen Danesh-Meyer, Ivan Goldberg, Anselm Kampik. Elsevier Health Sciences, London 2011, ISBN 978-1-4557-1233-5.